# Вальдескорр'єль
Вальдескорр'єль (ісп. Valdescorriel) — муніципалітет в Іспанії, у складі автономної спільноти Кастилія-і-Леон, у провінції Самора. Населення — 163 особи (2010).
Муніципалітет розташований на відстані близько 230 км на північний захід від Мадрида, 60 км на північ від Самори.

## Демографія
Динаміка населення (INE ):